# Бельмонт (замок)
Замок Бельмонт (нім. Burg Belmont) - зруйнований замок поблизу Флімса, Граубюнден, Швейцарія. Це була резиденція баронів Бельмонта.

## Історія
Замок Бельмонт був побудований в X або XI столітті для фрайгера фон Бельмонта. Першим зареєстрованим членом сім'ї був Лютефрід де Бельмонте в 1137/39. Родина Бельмонтів була пов'язана з низкою інших реційських дворянських родин, включаючи могутніх фон Вазів. До XIII століття вони були однією з наймогутніших родин Граубюндена. Вони володіли замками та селами по всьому регіону. Конрад фон Бельмонт був єпископом Кура з 1273 по 1282 роки. У 1267 році Генріх фон Бельмонт був першим студентом з Реції, який навчався в Болонському університеті. До 1200 року Бельмонти, схоже, переїхали до іншого замку поблизу Кастріша, а потім до Тума-Касті у Доматі/Емсі, ймовірно, залишивши бейліфа або войта в Бельмонті.
У 1352 році Ульріх Вальтер фон Бельмонт очолив успішне повстання проти графів Верденбергів-Гейлігенбергів. Разом з арміями Монтальта та сім'ї Рецюнсів вони розгромили сили Верденбергів-Гейлігенбергів під Мундауном поблизу Іланца. В якості помсти, незабаром після цього, армія Верденбергів спалила Іланц дотла. Невідомо, чи також на замок Бельмонт нападали та руйнували, чи обходили стороною, але до кінця XIV століття він перетворився у руїни. 11 липня 1371 року Ульріх Вальтер фон Бельмонт помер бездітним, а землі Бельмонту успадкували сім'ї Монтальт і Закс-Мізокс. У 1380 році сім'я Закс-Мізокс продала руїни замку Бельмонт, а також інші землі Бруну фон Рецюнсу. Після продажу замок залишався занедбаним і продовжував руйнуватися.
З 1932 по 1936 роки руїни були розкопані та відреставровані.

## Розташування замку

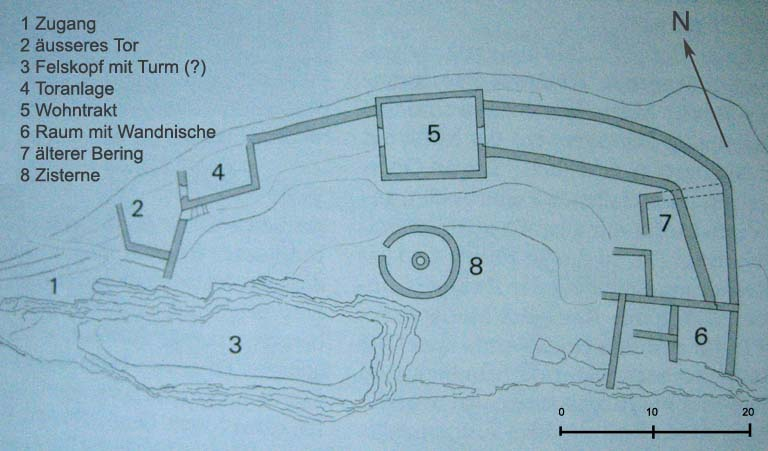
План замку

Замок був побудований поблизу покинутого та зниклого вальстерського села Фідаз поблизу Флімса. Він був побудований на скелястому шпилі з обривистими скелями з північного та східного боків. Про історію будівництва та планування замку відомо дуже мало. Однак існували дві напівкруглі кільцеві стіни, які огинали східну, північну та північно-західну сторони вершини; внутрішню стіну спорудили першою, а потім додали зовнішню. Стіни з'єднували щонайменше три будівлі. Центральна та східна будівлі, ймовірно, були резиденціями. У центрі напівкруга - 5,7 метрів (19 футів) глибокої цистерни. З південної сторони замку знаходиться менша скеляста вершина, яка височіє приблизно на 8 м (26 футів) над замком і нагорі має плоску поверхню, площа якої становить близько 10 м × 30 м (33 футів × 98 футів). На маленькій вершині не знайдено жодних кам’яних руїн, тож, мабуть, вона була увінчана однією або кількома дерев’яними будівлями.
Кам’яна стіну, яка, ймовірно, була частиною зовнішніх укріплень, все ще видно біля підніжжя шпиля.

## Галерея

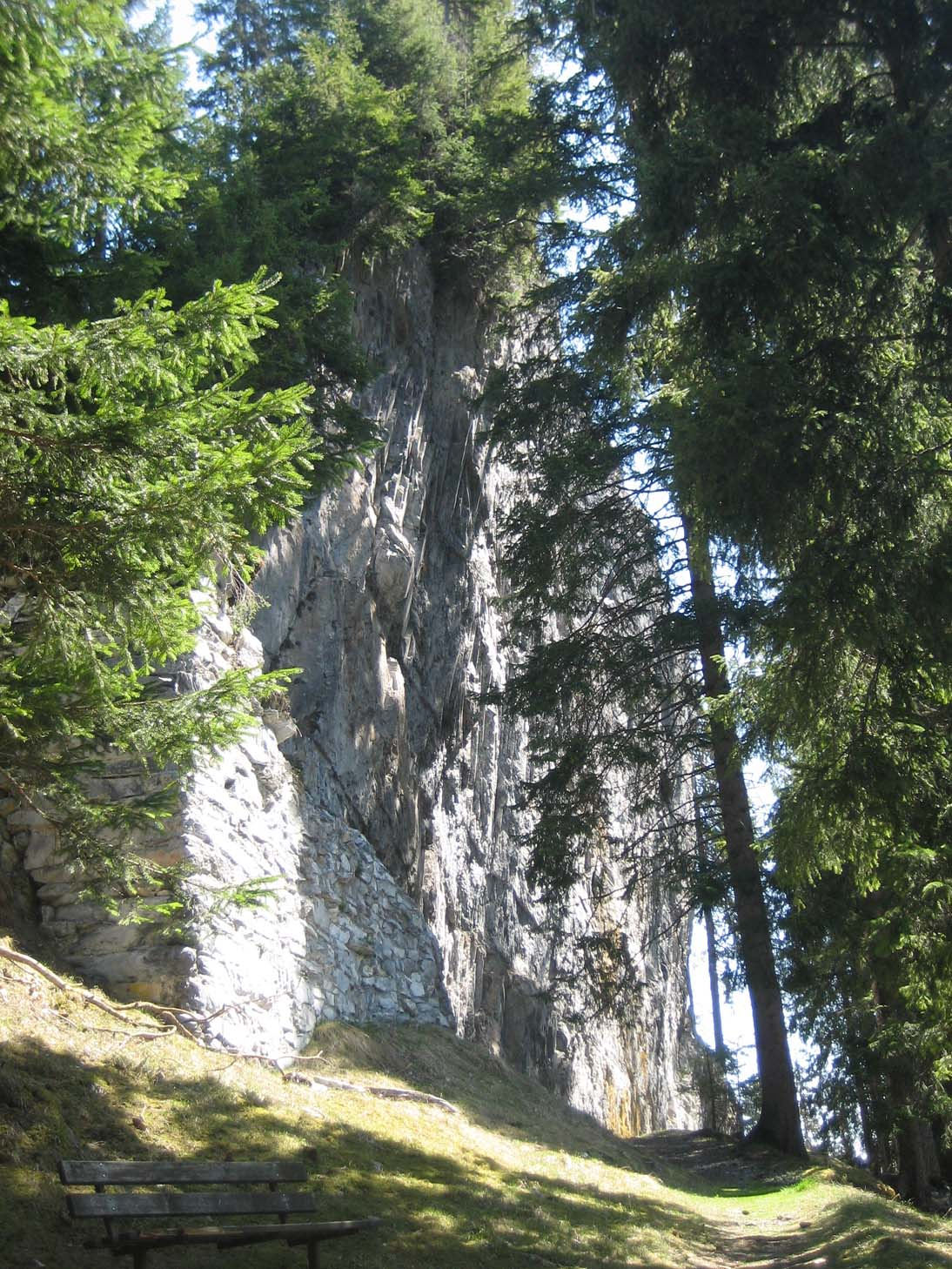
Кам'яна стіна ззаду замку
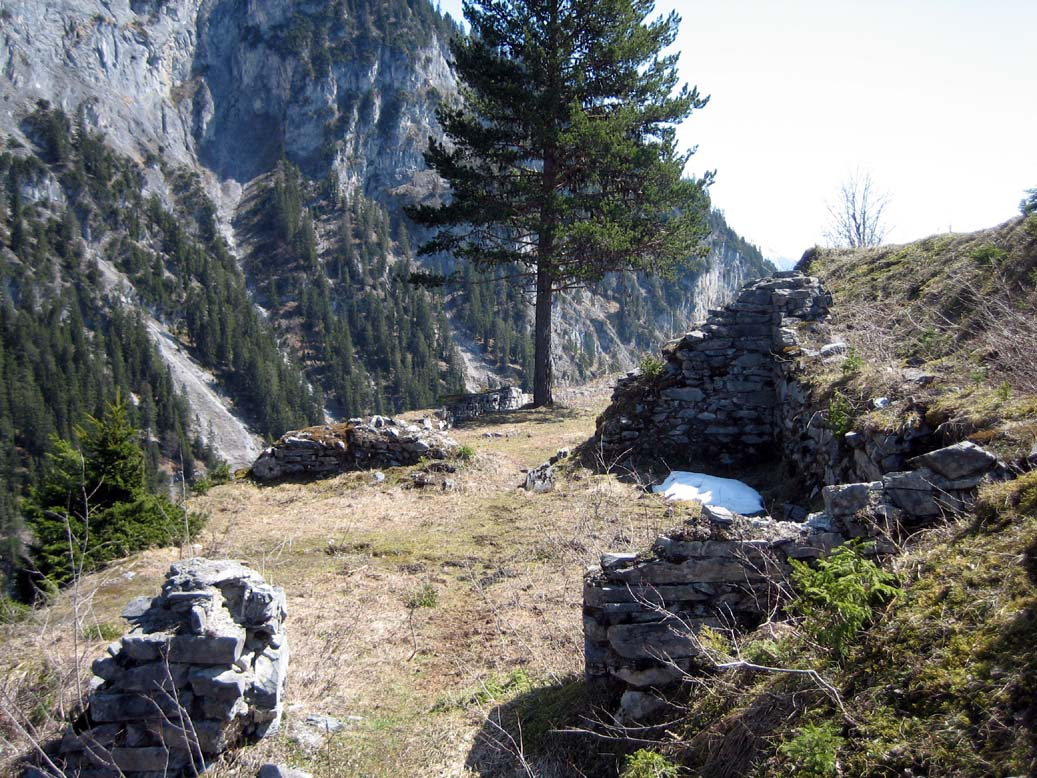
Житловий будинок
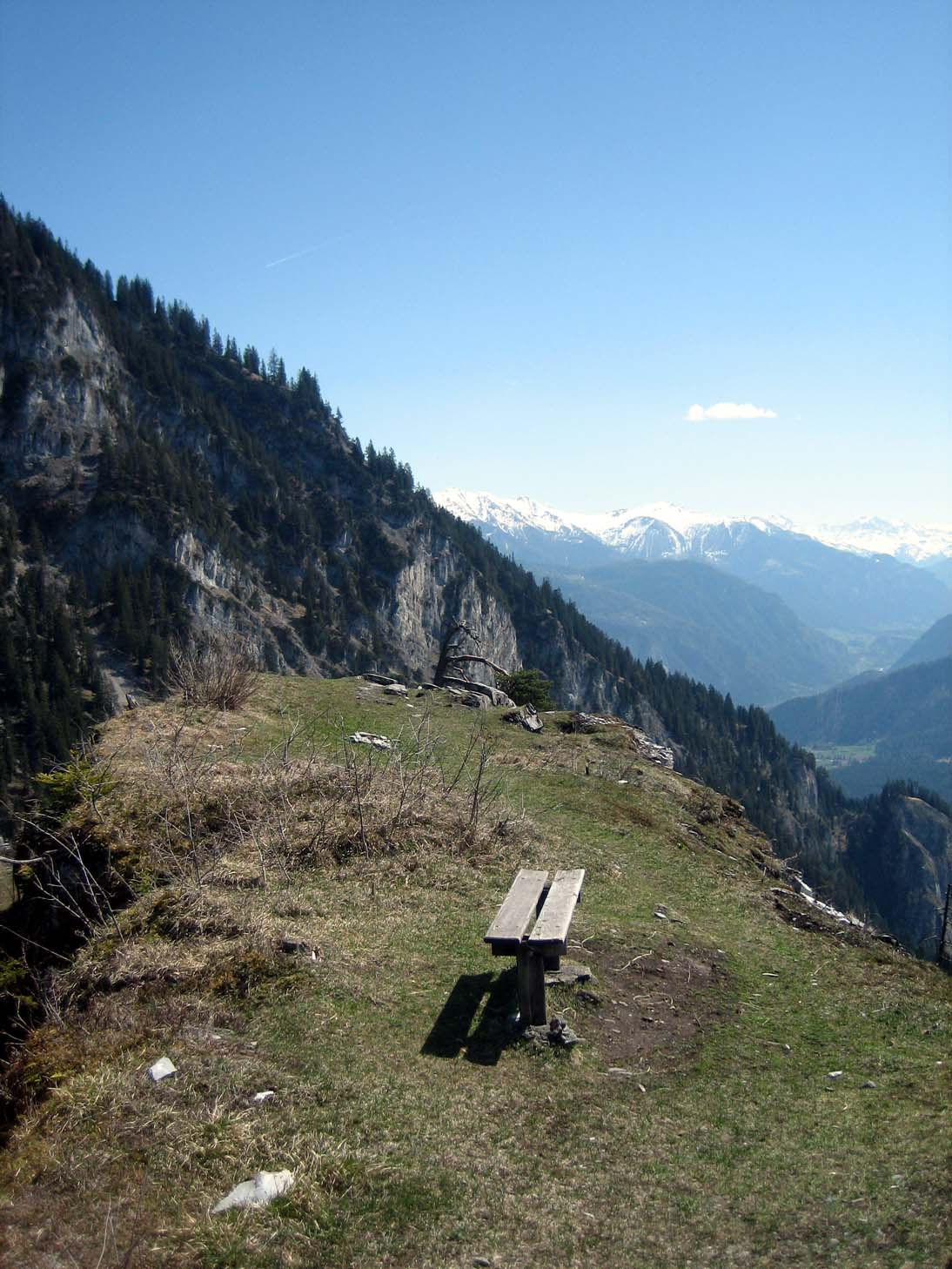
Верхній пік
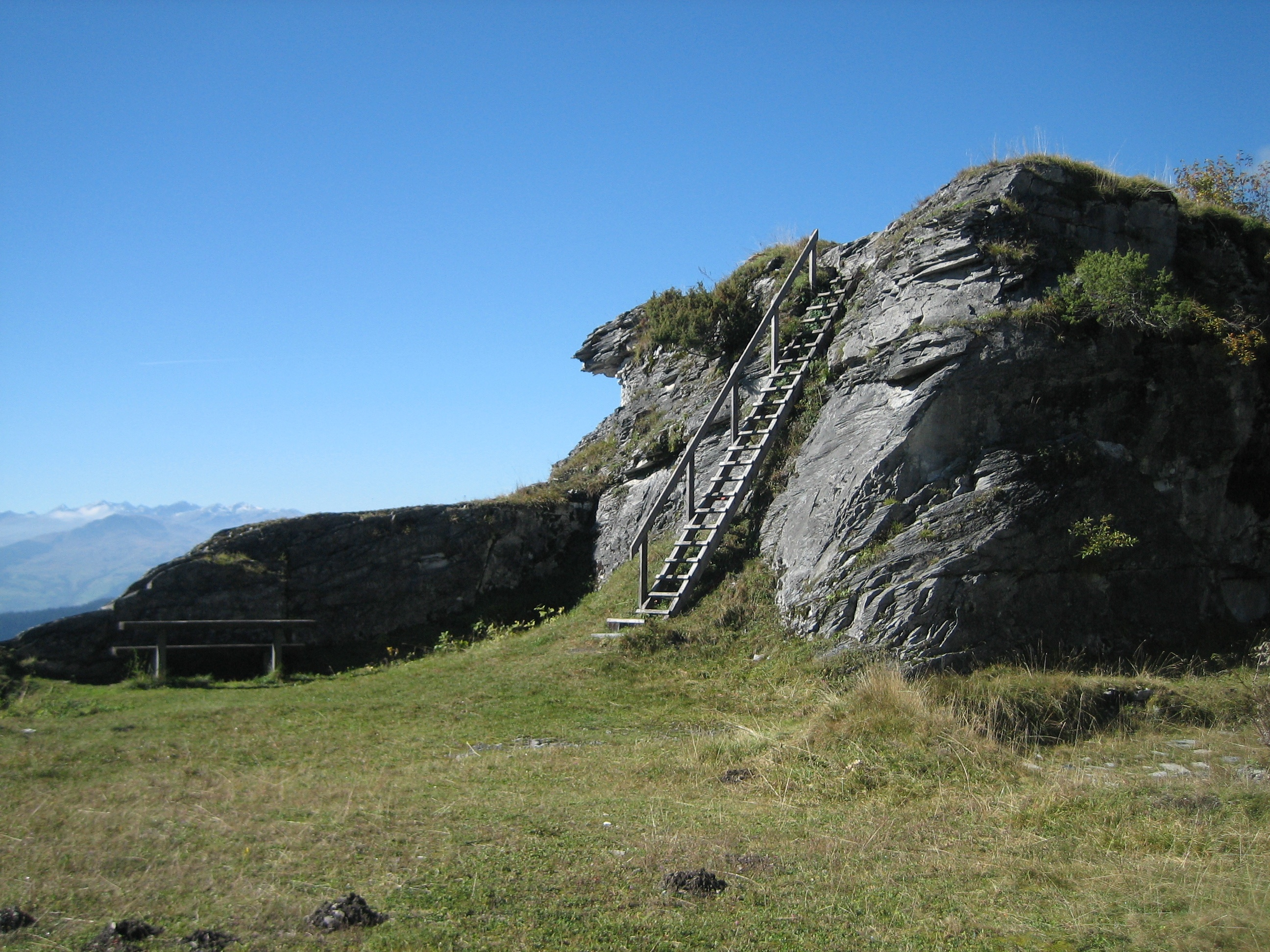
Сходи на верхній пік
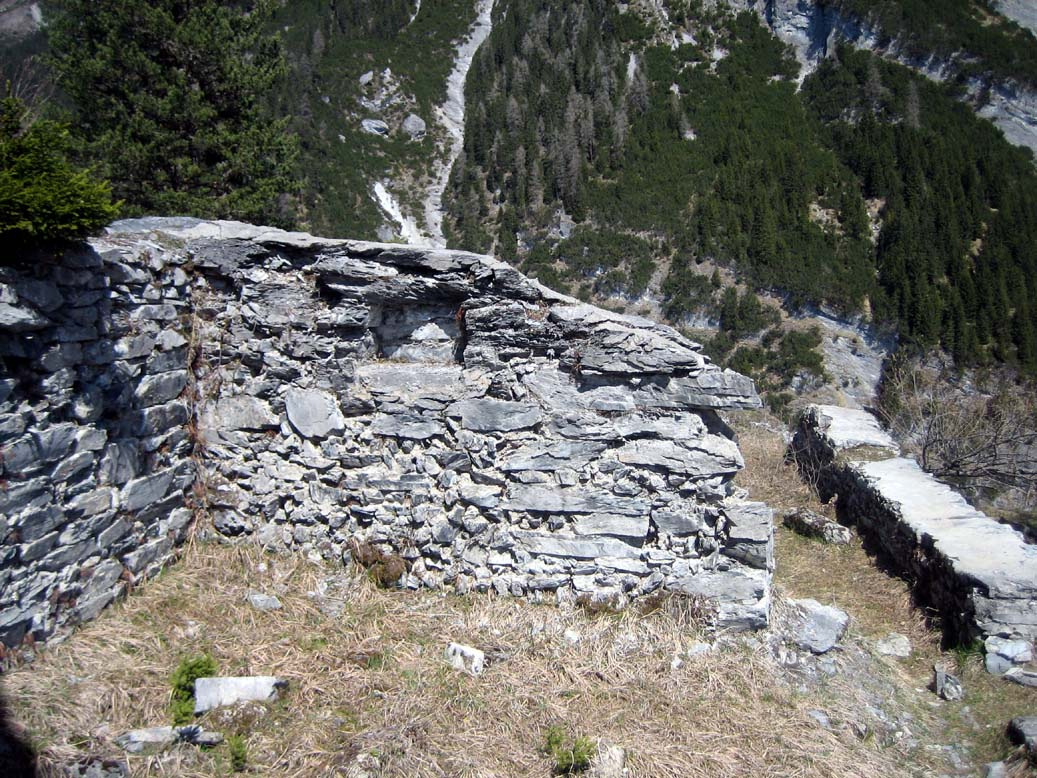
Маленька ніша в стіні житлового будинку
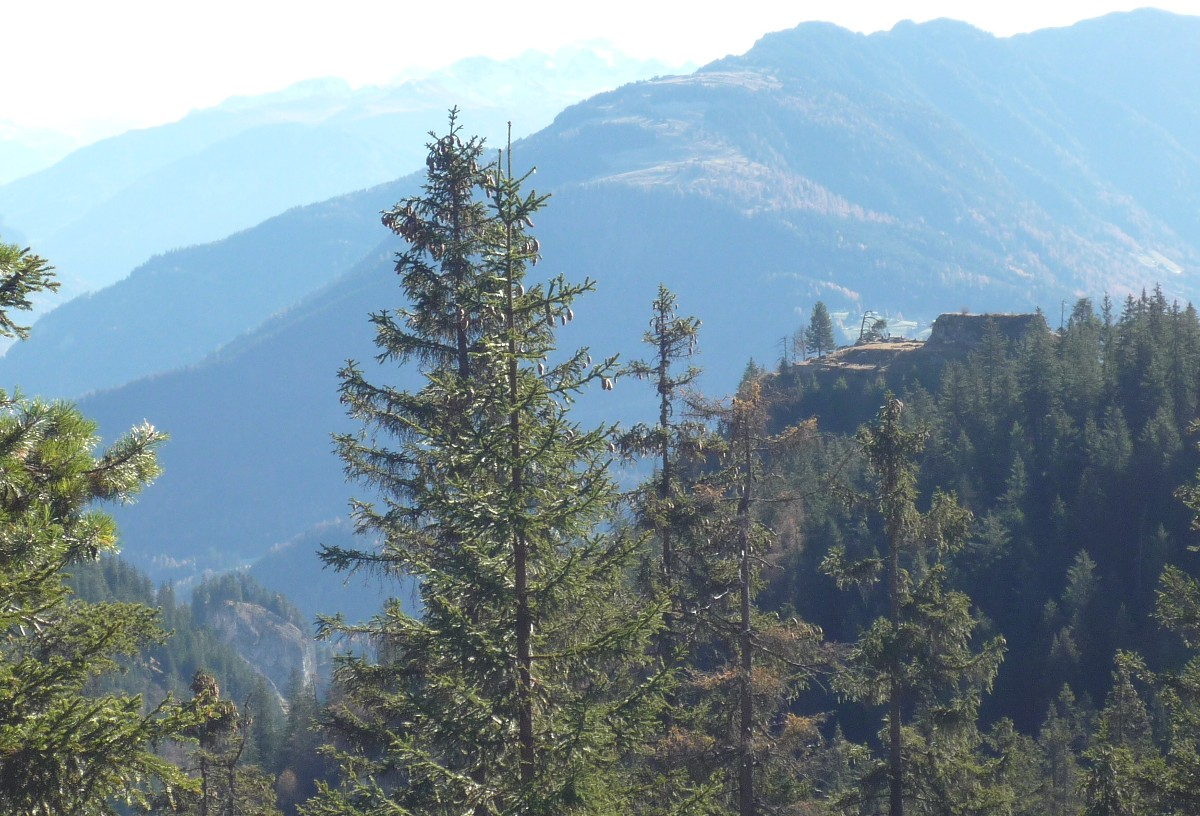
Панорама руїн замку